# Зелёная Горка (Амурская область)
Зелёная Горка или Зелёные Горки — упразднённое село в Бурейском районе Амурской области России. Исключено из учётных данных в 1974 году.

## География
Село предположительно располагалось на правом берегу реки Средний Тюкан (приток Тюкана), на расстоянии примерно 2 километров (по прямой) к юго-востоку от станции Тюкан.

## История
Решением Амурского облисполкома № 543 от 19 сентября 1964 г. зарегистрирован населённый пункт бригада третьего отделения Бурейского совхоза которому присвоено название — посёлок Зелёная горка.
В том же году передано из Родионовского сельсовета в состав Кивдо-Тюканского сельсовета.
Решением Амурского облисполкома № 498 «Об исключении из учётных данных населённых пунктов области» от 31 декабря 1974 г. село Зелёные Горки исключено из учётных данных как фактически не существующее